# Corinna perida
Corinna perida is een spinnensoort uit de familie van de loopspinnen (Corinnidae).
De wetenschappelijke naam van de soort werd in 1972 gepubliceerd door Arthur Merton Chickering.